# Tie Your Mother Down
Tie Your Mother Down är en låt av det brittiska rockbandet Queen, utgiven på albumet A Day at the Races 1976. Låten släpptes 1977 som singel, men blev ingen större hit i Storbritannien (31 på den brittiska singellistan).
Låten är en av få Queenlåtar som inte varit inspelade innan de spelades live för första gången.

## Låtskrivandet
Gitarristen Brian May skrev låten när han var på semester i Teneriffa. När han presenterade låten för de övriga medlemmarna ville han byta titel, men Freddie Mercury övertalade honom att behålla den.
May skrev låten influerad av Tastes låt "Morning Sun".

## Medverkande
- Roger Taylor - trummor, kör
- John Deacon - bas
- Brian May - gitarr, kör
- Freddie Mercury - sång